# South Acre
South Acre – wieś w Anglii, w hrabstwie Norfolk, w dystrykcie Breckland. Leży 43 km na zachód od Norwich i 143 km na północny wschód od Londynu. Miejscowość liczy 32 mieszkańców.